# Rita Jolivet

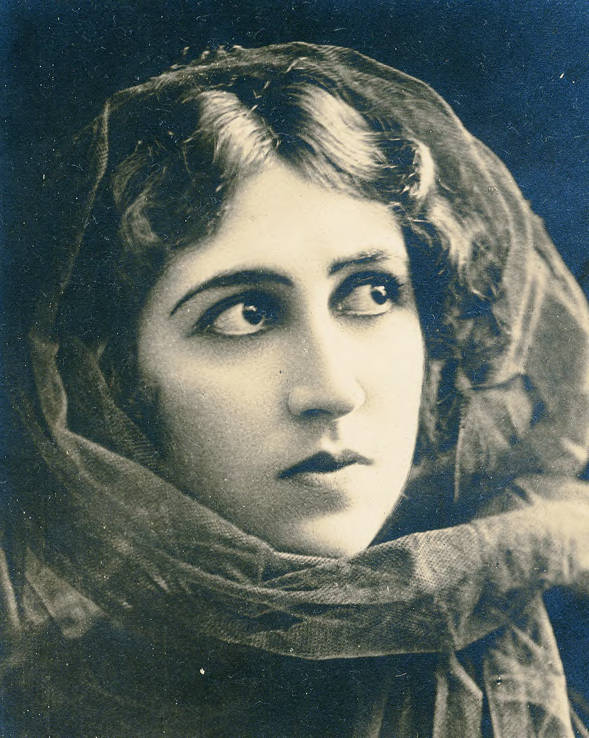
Rita Jolivet, 1923.

Rita Jolivet, geborene Marguerite Lucile Jolivet (* 25. September 1884 in Castleton, Richmond County, New York; † 2. März 1971 in Nizza) war eine amerikanische Theater- und Stummfilmschauspielerin französischer Herkunft, die in den 1910er und 1920er Jahren aktiv war.

## Herkunft und Familie

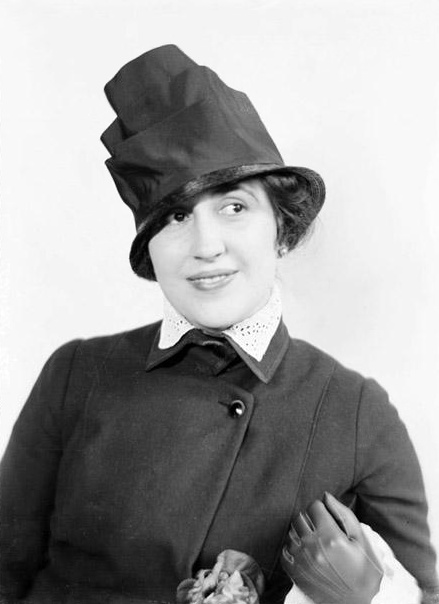
Rita Jolivet in der Chicago Daily News, 1918.

Rita Jolivet kam nach eigenen Angaben 1894 in Paris, tatsächlich aber 1884 im US-Bundesstaat New York als Tochter des US-amerikanischen Winzers Charles Eugene Jolivet (1840–1928) und dessen französischer Ehefrau, der Konzertmusikerin Pauline Hélène Jolivet, geb. Vaillant (1857–1957), zur Welt. Sie hatte zwei Geschwister, Inez Henriette (1881–1915) und Alfred Eugene (1893–1958). Jolivet stammte aus einer alten Familie; eine Vorfahrin mütterlicherseits war eine Hofdame Napoléon III. gewesen. Ihr Vater stammte aus Carmansville im Bundesstaat New York, ihre Mutter aus Paris. Charles Jolivet und Pauline Vaillant hatten 1879 gegen den Wunsch von Paulines Eltern geheiratet.
Jolivets Wurzeln lassen sich bis zur französischen Revolution zurückverfolgen, in deren Verlauf viele Mitglieder ihrer Familie guillotiniert wurden. Außerdem hatten sich die meisten ihrer Familienmitglieder durch musische Künste wie Gesang oder das Beherrschen verschiedener Instrumente ausgezeichnet. Ihre Schwester Inez zum Beispiel trat in die Fußstapfen ihrer Mutter und ließ sich bei Henri Berthelier und Johannes Wolf als Konzertpianistin ausbilden. Sie trat unter dem Künstlernamen Inez Vernon in der Metropolitan Opera in New York auf und war auch in Europa sehr erfolgreich, wo sie unter anderem von König Edward VII. von England und dem russischen Zaren Nikolaus II. ausgezeichnet wurde.
Schon als Kind hatte Jolivet Bühnenauftritte auf Englisch und Französisch. Um ihre Bildung zu fördern, schickte ihre Mutter sie nach London, wo sie Schauspielunterricht nahm, Pantomime einstudierte und an der Opéra-Comique tanzen lernte.

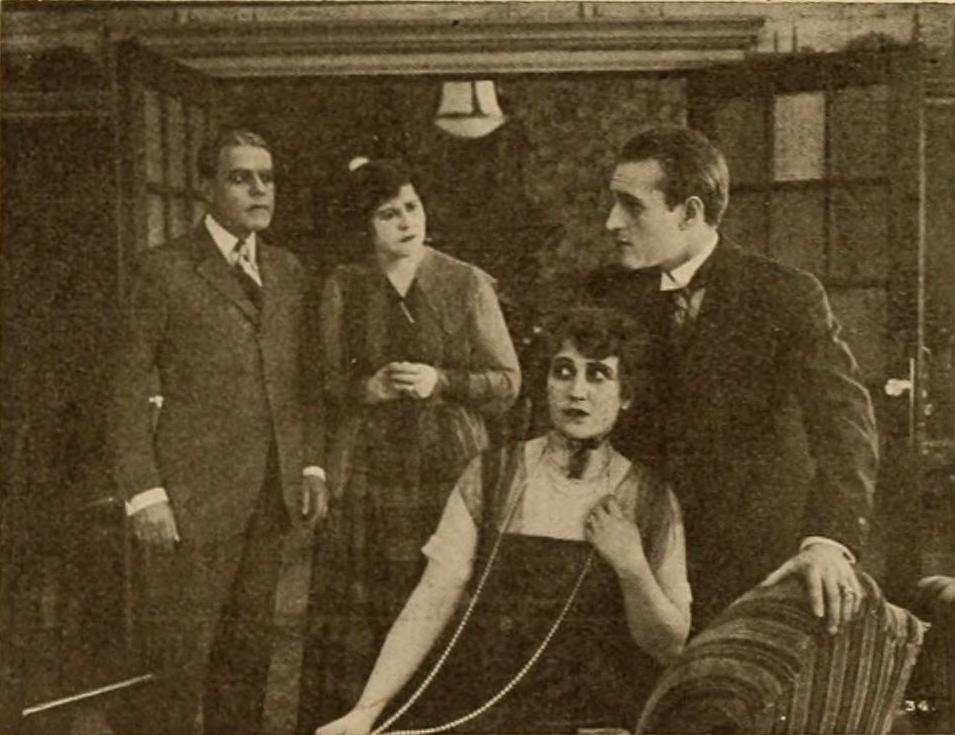
Jolivet (sitzend) in One Law for Both (1917).

Jolivet ist die Ur-Großtante des kanadischen Schauspielers Finn Wolfhard. Dessen Mutter, Mary Jolivet Wolfhard, ist die Enkeltochter von Jolivets Bruder Alfred.

## Karriere
1903 bekam Jolivet ihre erste Rolle als „Beatrice“ in William Poels Bühnenstück Much Ado About Nothing, gefolgt von The Gentleman of Verona. Zu ihren weiteren frühen Charakteren zählte die weibliche Titelrolle in Romeo und Julia, die „Lucy“ in Beauty and the Barge und die „Catharine“ in Jasper Bright. Zwischen 1906 und 1908 trat sie vermehrt in Paris mit dem Komiker Gallipeaux auf und machte gleichzeitig ihren Schulabschluss. 1909 nahm sie ihre Schauspielkarriere wieder auf und spielte die russische Großherzogin „Ina Drovinski“ in der Komödie Eccentric Lord Comberdene.
Nachdem sie sich wieder der Bühnenschauspielerei zugewandt hatte, ging sie um 1910 nach New York und bekam 1911 ihre erste Hauptrolle am Broadway in dem Bühnenstück Kismet von Edward Knoblauch. Ihr Mentor und Förderer war der damals sehr einflussreiche Theaterproduzent Charles Frohman, der ihr viele Hauptrollen am Haymarket Theatre verschaffte, unter anderem in Lady Flirt und The Cabinet Minister. Zu ihren bedeutendsten Stücken in dieser Zeit zählten What it Means to a Woman und Where Ignorance is Bliss. Jolivet war sich ihres Publikums sehr bewusst und sehr bestrebt, den Anforderungen zu genügen und den Erwartungen gerecht zu werden. Sie sah sich selbst als Perfektionistin.
1914 gab sie mit Fata Morgana ihr Hollywood-Debüt, schaffte aber erst 1915 in der Rolle der „Delight Warren“ in Cecil B. DeMilles The Unafraid ihren Durchbruch. Sie versuchte an diesen Erfolg anzuknüpfen und spielte als nächste Rolle die „Josie Richards“ in Broadway Jones. Im Herbst 1915 schloss sie in Italien einen neuen Filmvertrag ab und arbeitete dort an vielen italienischen Filmen wie Zvani, Monna Vanna, Cuore ed arte und Zirkus Wolfsons letzte Galavorstellung mit.

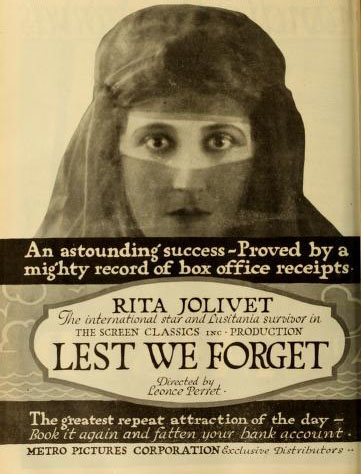
Filmplakat für Lest We Forget (1918).

Über die Versenkung der Lusitania (siehe unten) drehte sie zwei Filme. Der erste, Her Redemption von 1916, fand kaum Beachtung, doch Lest We Forget (1918) wurde zu einem ihrer erfolgreichsten Filme. Sie ging mit dem Film auf Tour und gab sehr viele Interviews zum Thema. Sie hatte prinzipiell – und im Gegensatz zu vielen anderen Überlebenden – nie Probleme damit, über ihre Erlebnisse beim Untergang des Schiffes zu sprechen. Danach widmete sie sich wieder anderen Rollen und spielte unter anderem die byzantinische Kaiserin Theodora in der gleichnamigen Produktion (1919) und die weibliche Hauptrolle in The Bride’s Confession (1921). In den Zwanziger Jahren war Jolivet nicht mehr so oft auf der Leinwand zu sehen, sie drehte nur noch wenige Filme wie The Fall of an Empress oder Le mariage de minuit, die allesamt sehr erfolgreich waren.
Zum Zeitpunkt ihrer zweiten Scheidung beschloss Jolivet, ihre Karriere zu beenden. Einige ihrer letzten großen Filme waren Phi-Phi und Le Marchand de bonheur (beide 1926). 1927 verabschiedete sie sich endgültig von Bühne und Leinwand.

## Überlebende der RMSLusitania
Im Ersten Weltkrieg überlebte Rita Jolivet die Versenkung des britischen Luxusdampfers Lusitania durch ein deutsches U-Boot, wobei 1198 Menschen ums Leben kamen.
Am Sonnabend, dem 1. Mai 1915 ging Jolivet in New York an Bord des Passagierschiffes, um zu Dreharbeiten nach Italien zu reisen. Mit an Bord waren Charles Frohman und andere Bekannte aus der New Yorker Theaterszene wie Justus Forman, Josephine Brandell oder Charles Klein. Sie war überrascht, ihren Schwager George Vernon an Bord zu treffen, der geschäftlich nach England fuhr (er war der Ehemann ihrer Schwester Inez). Ihre Freundin, die Schauspielerin Ellen Terry, wollte sie überreden, mit ihr auf dem Dampfer New York nach England zu reisen, da dieser unter neutraler amerikanischer Flagge fuhr und somit als sicher vor deutschen U-Booten galt, doch Jolivet ließ sich nicht umstimmen. Um 8 Uhr morgens am Tag der Abfahrt buchte sie eine Überfahrt Erster Klasse auf der Lusitania und belegte die Kabine D-15, von der sie enttäuscht war, da es sich um eine kleine, fensterlose Innenkabine handelte.
Als der Ozeanriese am 7. Mai vor der Küste Südirlands von einem deutschen U-Boot versenkt wurde, schnallte sie sich eine Schwimmweste und nahm auch ihren perlmuttbesetzten Revolver mit sich, um sich damit notfalls im Wasser zu erschießen. Sie hatte Angst vor dem Ertrinken und wollte auf keinen Fall qualvoll sterben. Mit Charles Frohman und den anderen aus der Gruppe stand sie so lange an der Reling, bis das Schiff unterging und sie ins Meer gespült wurden. Jolivet wurde vom Sog des Schiffes ergriffen und unter Wasser gezogen. Sie schaffte es, sich an ein gekentertes Rettungsboot zu klammern und wurde schließlich geborgen und von einem Rettungsschiff nach Queenstown (heute Cobh) gebracht. Sie und die Schauspielerin Josephine Brandell waren die einzigen Überlebenden aus ihrer Gruppe; an ihren Revolver hatte Jolivet in dem Chaos nicht einmal gedacht. Ihr Schwager, George Ley Vernon (1869–1915), war bei dem Untergang ums Leben gekommen. Seine Witwe, Jolivets Schwester Inez Vernon, verkraftete seinen Tod nicht. Sie wurde am 23. Juli 1915 tot in ihrer Wohnung in New York City (Sumner Apartments, 31 West 11th Street, Apartment 19) aufgefunden. Sie hatte sich erschossen.

## Ehen und Privatleben

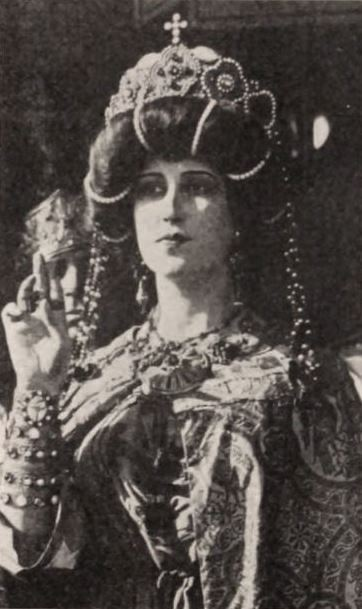
Jolivet in Theodora (1921).

Am 14. November 1908 heiratete Jolivet Alfred Charles Stern, lebte aber die meiste Zeit getrennt von ihm und ließ sich kurze Zeit später scheiden.
Am 27. Januar 1916 heiratete Jolivet den italienischen Grafen (Comte) Giuseppe Simeone Ernesto de Cippico (1880–1941) in Kew Gardens, Surrey, England und änderte ihren bürgerlichen Vornamen Marguerite in das italienische Margherita. Sie war sich ihres neuen Status als Gräfin sehr bewusst und genoss alle damit verbundenen Annehmlichkeiten. Zudem war Jolivet sehr eitel und auf Jugend getrimmt, bereits im Alter von 26 Jahren machte sich die Schauspielerin jünger, eine Praxis, die sie für den Rest ihres Lebens betreiben sollte. 1924 gab sie ihr Alter mit 28 an, dabei war sie bereits 40 (noch auf ihrem Totenbett behauptete sie, „erst 77“ zu sein, dabei war sie 86).
Jolivets Bruder Alfred heiratete am 25. November 1919 die in London geborene Amerikanerin Beatrice Latouche Witherbee (1890–1977), die wie Jolivet eine Lusitania-Überlebende und von ihrem ersten Ehemann geschieden worden war. Sie hatte bei dem Untergang ihre Mutter und ihren dreijährigen Sohn aus erster Ehe verloren. Beatrice Witherbee und Alfred Jolivet lernten sich kennen, da Rita Jolivet Mrs. Witherbee nach der Katastrophe in ihrer Londoner Wohnung bei sich aufnahm. Aus der Ehe ging am 11. April 1920 der Sohn Lawrence Charles Latouche Jolivet († 16. März 2005) hervor, Ritas einziger Neffe.
Jolivets zweite Ehe bröckelte und wurde 1926 geschieden. Am 26. April 1928 heiratete sie den vermögenden Kanadier James Bryce-Allan (1893–1960), einen Cousin von Sir Montagu Allan, dem die kanadische Reederei Allan Line gehörte. Allans Frau war ebenso eine Überlebende der Lusitania-Katastrophe; seine beiden Töchter waren dabei ums Leben gekommen. Die Hochzeit wurde mit großem Aufwand in der Church of Scotland in Paris gefeiert, das Paar ließ sich anschließend auf einem Schloss in Renfrewshire (Schottland) nieder. Jolivet und Bryce-Allan führten dort ein herrschaftliches Leben. Sie veranstalteten Picknicks und Moorhuhnjagden auf dem Schlossgelände, feierten Partys mit Vertretern aus Adel, Wirtschaft und der Künstlerszene und organisierten jedes Jahr einen großen Weihnachtsumzug in Glasgow. Sie hatten Zweitwohnsitze in Monte Carlo und Paris und besaßen eine Yacht namens Scotia, mit der sie Mittelmeerkreuzfahrten unternahmen. Zudem pachtete das Paar Ince Castle, ein Landhaus aus dem 17. Jahrhundert in Cornwall.
Anfang der 1930er Jahre verkauften Jolivet und Bryce-Allan ihr Schloss und zogen nach New York, wo Bryce-Allan fortan als Direktor des Baumwollverarbeitungsunternehmens Coates tätig war. Im Mai 1960 starb James Bryce-Allan durch eine Stichflamme, Rita Jolivet zog sich daraufhin noch mehr ins Privatleben zurück. Sie starb 1971 in Nizza. Sie hatte im Haus eines Freundes die Gigue getanzt, war dabei schwer gestürzt und erlag im Krankenhaus ihren Verletzungen. Noch auf ihrem Totenbett machte sie ein Geheimnis um ihr Alter, das sie mit 77 angab. Gemäß ihrem Testament wurde sie nicht beerdigt, sondern ließ ihre Asche verstreuen.

## Broadwaystücke
- Kismet (1911)
- Where Ignorance is Bliss (1913)
- A Thousand Years Ago (1914)
- What it Means to a Woman (1914)
- Mrs. Boltay’s Daughters (1915)

## Filmografie
- 1914: Fata Morgana
- 1915: The Unafraid
- 1915: Zvani
- 1915: The Masque of Life
- 1915: Monna Vanna
- 1915: La Mano di Fatma
- 1915: Cuore ed arte
- 1916: Love’s Sacrifice
- 1916: The Honour to Die
- 1916: Her Redemption
- 1916: An International Marriage
- 1917: One Law For Both
- 1917: Quello che videro I miei occhi
- 1917: National Red Cross Pageant
- 1918: Lest We Forget
- 1919: Theodora
- 1921: The Bride’s Confession
- 1922: Roger la Honte
- 1922: The Fall of an Empress
- 1923: La marriage de minuit
- 1926: Phi-Phi
- 1926: Le Marchand de bonheur

## Einzelnachweis
1. ↑  genaues Geburtsdatum laut Les gens du cinéma